# Velsmagende mælkehat
Velsmagende Mælkehat (Lactarius Deliciosus) er en spiselig skørhat og regnes som den meste velsmagende indenfor gruppen af orange mælkehatte.

## Forekomst
Svampen vokser under fyrretræ og ofte på sandet bund, hvilket også er grunden til den oftest findes i sandegne af landet. Denne kombination gør en god grovbund for svampen er i vejsiderne på grusveje gennem fyrskove.
Svampen vokser frem i september - oktober måned.

## Forevekslinger
Svampen bliver oftes forvekslet med Gran-mælkehat pga. den lignende form af både hat og stilk, men til dels også farverne der henholdsvis er laksefarvet og orange.
En anden hyppig forveksling er Tvefarvet Mælkehat.